# Chike Onyejekwe
Chike Osita Onyejekwe (n. 9 decembrie 1986, în Hațeg) este un handbalist român care joacă pentru HC Odorheiu Secuiesc și pentru echipa națională a României pe postul de extremă.
Mama sa este de origine română, iar tatăl nigerian, ambii intelectuali. Una din surorile lui, Nneka, este jucătoare profesionistă de volei.

## Palmares
- Liga Națională:
  - Câștigător: 2011, 2012
- Cupa României:
  - Câștigător: 2011